# アッサム・チベット地震
アッサム・チベット地震（アッサム・チベットじしん）、 またはアッサム地震は、1950年8月15日に発生したモーメントマグニチュード8.6の地震。

## 概要
震源はインドアッサム州の東北辺境地区（現:アルナーチャル・プラデーシュ州）の中の、ヒマラヤ山脈のすぐ東、カンリガルポ（中:崗日嘎布）の南のミシミ丘陵（中:祁霊公山）にある。この地域はマクマホン・ラインの南にあり、現在はアルナーチャル・プラデーシュ州であるが、中国とインドの間で国境紛争中である。この地震はアッサム（インド）、チベット（中国）両方において壊滅的被害をもたらし、約4,800人が死亡した。沈み込み帯ではなく大陸衝突によって起きた地震では記録に残る世界最大規模のもので、地震により発生した大音響がこの地域一帯で報告された点でも注目に値する地震である。
| 順位                           | 名称                                   | 発生日（UTC）  | 規模（Mw） |
| ------------------------------ | -------------------------------------- | -------------- | ---------- |
| 1                              | チリ、バルディビア                     | 1960年5月22日  | 9.5        |
| 2                              | アラスカ、プリンス・ウィリアム湾       | 1964年3月28日  | 9.2        |
| 3                              | スマトラ島・アンダマン諸島             | 2004年12月26日 | 9.1        |
| 3                              | 東北地方太平洋沖地震                   | 2011年3月11日  | 9.1        |
| 5                              | カムチャツカ半島東方沖                 | 1952年11月5日  | 9.0        |
| 6                              | チリ、ビオビオ                         | 2010年2月27日  | 8.8        |
| 6                              | エクアドル・コロンビア                 | 1906年1月31日  | 8.8        |
| 8                              | アリューシャン列島、ラット諸島         | 1965年2月4日   | 8.7        |
| 9                              | アリューシャン列島、ユニマク島         | 1946年4月1日   | 8.6        |
| 9                              | アッサム・チベット                     | 1950年8月15日  | 8.6        |
| 9                              | アリューシャン列島、アンドレアノフ諸島 | 1957年3月9日   | 8.6        |
| 9                              | スマトラ島北部                         | 2005年3月28日  | 8.6        |
| 9                              | スマトラ島北部西方沖                   | 2012年4月11日  | 8.6        |
| 規模はアメリカ地質調査所による |                                        |                |            |

## 地学的環境
インド北東部の地震の歴史をさらに明らかにしようと、フィールド調査が国立地理学研究所やブバネーシュワル物理学研究所の科学者により行なわれた。この調査により、過去の地震活動により形成された岩床や噴砂を含む液状化の痕跡が、扇状地やディイング川渓谷の12個以上のトレンチの中で発見された。放射性炭素年代測定により堆積物が約500年前のものであると確認されており、この結果は1548年に記録された地震と一致するだろう。

## 地震
この地震はヒマラヤと横断山脈の間の起伏の多い山岳地帯で発生した。地震はインドとチベットの間のマクマホン・ラインのすぐ南で発生し、両地域において壊滅的被害をもたらした。現在この地域は中国がチベット自治区のザユル県とメトク県の一部だと主張しており、インドはアルナーチャル・プラデーシュ州のローヒト県の一部だと主張している。
この巨大地震はマグニチュード8.6と計算されており、20世紀で世界6番目の規模の地震であった。そして海洋性沈み込み帯以外で発生したものでは、これまでに知られている最も大きな地震でもある。この地震は二つの大陸プレートの衝突により発生した。
余震は多数発生した。マグニチュード6以上の余震が多くあり、離れた観測所での記録は合理的な震源位置を推定するのに十分だった。そのデータから、インド地震局はこの地震活動が東経約90度から97度までの広大な範囲に広がっていて、この範囲の東端近くにこの巨大地震の震源があったと推定した。

## 影響
この地震はアッサムとチベットに壊滅的影響をもたらした。アッサムでは1,526人、チベットでは3,300人の死者が報告され、死者の合計は約4,800人となった。
ミシミ丘陵および周辺の森林地帯での多くの落石により、救援の変更が行なわれた。アーバー丘陵では、地滑りにより70の村が破壊され156人の死傷者が出た。地滑りはブラマプトラ川の支流を塞いだ。ディバング渓谷で土砂ダムが決壊したものの被害はなかったが、スバンシリ川の土砂ダムは8日の間隔をおいて決壊し、7メートルの波がいくつもの村を水没させ532人が死亡した。
アッサムでは、経済的損失においてはアッサム地震 (1897年)よりも甚大であった。激しい揺れに見舞われただけでなく、地震が土、泥、樹木ほかのあらゆる種類のがれきをもたらした後、水位が高く上がり洪水が起きた。最も被害の大きかった地域の上空を飛行したパイロットが地形の大きな変化を報告した。これは主として巨大な地滑りによるもので、そのいくつかは写真に収められた。
チベットでは、ハインリヒ・ハラーがラサで強い揺れと地面から鋭い大きな音が鳴ったことを報告した。ラサでは何日間も余震が感じられた。チベットのリマ（現在はザユル県の町）でフランク・キングドン＝ウォードは、激しい揺れと大規模な地滑り、小川の水位上昇を記録した。当時ミャンマー北部のプタオに住んでいたアメリカの宣教師ヘレン・マイヤーズ・モースが自宅に送った手紙には、本震や多数の余震、地鳴りについて書かれている。
より西で起きた数日後の余震は、アッサムでは本震よりも大きく感じられた。一部のジャーナリストは、この余震の方がより大きく、それまでで一番大きな地震に違いないと考えた。これはマグニチュードと揺れの強さという基本的概念の混同の典型的な例である。キングドン＝ウォードなど多くの人が本震のときに聞いた大きな音については、特に研究されている。またノルウェーおよびイギリスという遠く離れた地で、副振動が観察されている。

## さらなる脅威
2001年のインド西部地震を受けた『サイエンス』の論文では、ヒマラヤの70パーセントが非常に大きな地震に見舞われる可能性もあると推定されている。この予測は、この地域の歴史記録の研究、および1950年の地震以降大規模地震が発生するのに十分な滑り量が生じているという推定に基づいている。2015年、ヒマラヤ山脈は再び、ネパールのずっと西を震源とする別の大地震に襲われた。